# Gewiss Stadium
Das Stadio di Bergamo, zuvor Stadio Atleti Azzurri d’Italia, ist ein Fußballstadion in der norditalienischen Stadt Bergamo, Region Lombardei. Es ist Eigentum und die Heimspielstätte des Fußballvereins Atalanta Bergamo und bietet nach der 2024 abgeschlossenen Renovierung Platz für rund 25.000 Besucher.

## Geschichte
Das Stadion wurde von 1927 bis 1928 erbaut und am 23. Dezember des Jahres eröffnet. Es trug anfangs den Namen Stadio Mario Brumana nach einem „Märtyrer“ des italienischen Faschismus, der 1922 im Vorfeld des Marsches auf Rom ums Leben gekommen war. Mit einer Rasenfläche von 120 × 70 m war es sowohl für Fußball- als auch für Rugby-Spiele geeignet. Bereits am 1. November 1928 war mit der Partie Atalanta Bergamo gegen die Triestina Calcio das erste Fußballspiel ausgetragen worden. Zu dieser Zeit bestand das Stadion nur aus der nicht überdachten Haupt- und der überdachten Gegentribüne und bot 12.000 Zuschauern Platz.
Im Laufe der Jahre wurde das Stadio Atleti Azzurri d’Italia immer wieder umgebaut, die zwei Kurven wurden ergänzt, die Haupttribüne überdacht und die Leichtathletikanlage schließlich entfernt. Die Kapazität stieg dadurch auf ca. 27.000 Plätze, etwa 8.000 davon sind Sitzplätze. Ab der Saison 2003/04 trug die UC AlbinoLeffe ihre Heimspiele ebenfalls im Atleti Azzurri d’Italia aus. Nachdem der kleine Klub aus den nordöstlich von Bergamo gelegenen Orten Albino und Leffe in die Serie B aufgestiegen war, genügte die eigene Spielstätte nicht mehr den Anforderungen. Zur Saison 2019/20 verließ der Club das Stadion und zog in das Stadio Comunale Città di Gorgonzola in das lombardische Gorgonzola um.
Im Mai 2017 erwarb Atalanta Bergamo die Anlage von der Stadt. Am 8. Mai endete die Frist für die Einreichung eines Kaufangebotes. Neben Atalanta bot auch der zweite Nutzer, die UC AlbinoLeffe, mit. Atalanta bekam für 8,6 Mio. Euro den Zuschlag. Zum Kaufvertrag gehört, dass der Verein das Stadion, mit Rücksicht auf die historischen Gebäudeteile, innerhalb von sechs Jahren komplett sanieren muss. Die umgebaute Spielstätte wird rund 23.000 Plätze bieten.
Im November 2017 wurde ein Entwurf für die Spielstätte vom Studio De8 Architetti veröffentlicht. Das Studio wurde zuvor schon für die Renovierung der beiden aktuellen Ränge und des Trainingszentrums beauftragt. Die Kosten der Umbauten sollen 35 Mio. Euro betragen. Wie von der Gemeinde Bergamo vorgegeben, bleiben die denkmalgeschützten Fassaden und die beiden Dächer der Längstribünen unangetastet. Die Fankurven hinter den Toren werden begradigt und rücken dichter an das Spielfeld. Um die angestrebte Platzzahl von 24.000 zu erreichen, werden diese einstöckigen Ränge auf 37 Meter erhöht. Die neuen Ränge und das Umfeld des Stadions werden in verschiedenen Grautönen gestaltet. Darauf verteilen sich schwarze, weiße und blaue Flecken, nach den Vereinsfarben von Atalanta. Die Fassaden der umgebauten Ränge werden mit Kissen aus dem Kunststoff ETFE verkleidet. Bekanntestes Beispiel dafür ist die Allianz Arena in München. Ein großer öffentlicher Platz mit 6.000 m² wird an der Südtribüne entstehen.
Mit dem Umbau des Stadions wurde sein Name auf den aktuellen Namenssponsor, das Elektrotechnikunternehmen Gewiss umgestellt. Der betreffende Vertrag hatte keinen Einfluss auf die Namen der Tribünen, die nach früheren Spielern des Clubs benannt sind. Ab der Saison 2019/20 hieß das frühere Stadio Atleti Azzurri d’Italia Gewiss Arena.
Im Oktober 2018 erhielt Atalanta Bergamo nach langer Wartezeit die Genehmigung für den Umbau der Anlage. Mit dem Kauf der Spielstätte verpflichtete sich der Verein das Stadion bis 2023 zu sanieren.
Am 29. April 2019 trug Atalanta gegen Udinese Calcio (2:0) sein letztes Heimspiel im alten Stadion vor 18.663 Zuschauern aus. Am Tag darauf begannen die Umbauarbeiten an der Spielstätte mit Kosten in Höhe von 40 Mio. Euro. Die beiden letzten Heimpartien der Saison gegen den CFC Genua und die US Sassuolo Calcio trug der Club im Mapei Stadium – Città del Tricolore in Reggio nell’Emilia aus.
Die Partien Atalantas in der UEFA Champions League 2019/20 wurden im 60 km entfernten Giuseppe-Meazza-Stadion in Mailand ausgetragen.
Im März 2020 ruhten die Umbauarbeiten wegen der COVID-19-Pandemie, von der die Stadt Bergamo besonders stark betroffen ist. Das verhängte Arbeitsverbot verhinderte die Fertigstellung des Wiederaufbaus der Hintertortribüne im Norden. Die Paneelen für die Außenverkleidung waren vor Ort, konnten aber nicht montiert werden. Dies war aber Voraussetzung für die Fortführung der Umbauarbeiten. Die Zeitung L’Eco di Bergamo berichtete im Hinblick auf die Planungen von drei Möglichkeiten für den Fortgang des Umbaus. Die ersten beiden Szenarien sahen den Abbruch der Saison oder Geisterspiele vor leeren Rängen vor. Der Nordrang könnte zeitnah fertiggestellt werden und mit Abriss der Südtribüne begonnen werden. Ursprünglich wollte man nach dem letzten Heimspiel der Saison am 24. Mai gegen Inter Mailand mit den Abbrucharbeiten am Südrang beginnen. Beim dritten Szenario würde die Saison im Sommer zu Ende gespielt. Dies würde die Arbeiten und die weiteren Bauabschnitte verschieben und die Fertigstellung verzögern.
Nach einer Begehung mit Offiziellen der UEFA durften die Heimspiele von Atalanta in der Champions-League-Saison 2020/21 im Gewiss Stadium ausgetragen werden. Lediglich einige kleinere Mängel mussten noch behoben werden.
Im August 2022 erhielt Atalanta vom Stadtrat die Erlaubnis für die letzte Phase des Umbaus: die Modernisierung der Südtribüne. Sie begann nach Ende der Saison 2022/23 im Juni 2023 und wurde mit der Einweihung am 15. September 2024 offiziell abgeschlossen. Die Arbeiten umfassten u. a. den Bau einer Tiefgarage sowie die umfassende Renovierung des nahe gelegenen Gebiets, einschließlich des Marktplatzes und des Lazzaretto-Konzertraums. Atalanta spielte auch während der Bauarbeiten weiterhin im Stadion.
Im Sommer 2025 lief der Namensvertrag mit dem Elektrotechnikunternehmen Gewiss über sechs Jahre aus. Vor dem Saisonstart am 24. August 2025 gegen den Pisa Sporting Club soll ein neuer Namenspartner präsentiert werden. Bis dahin trägt es kurzzeitig den Namen Stadio di Bergamo. Gewiss bleibt Atalanta als Zweitsponsor auf den Trikots erhalten.

## Galerie

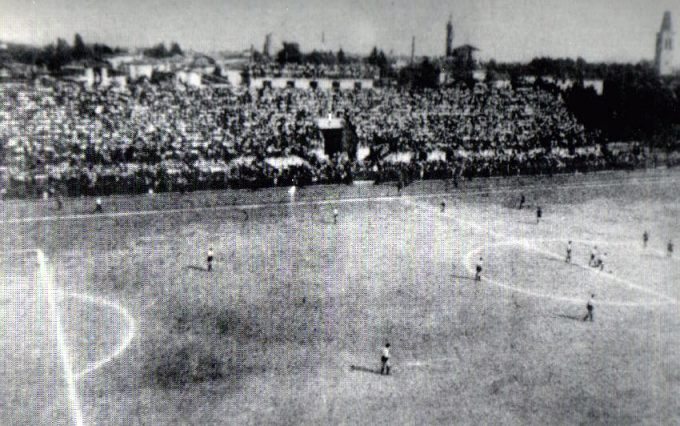
Eröffnung des Stadio Mario Brumana (1928)
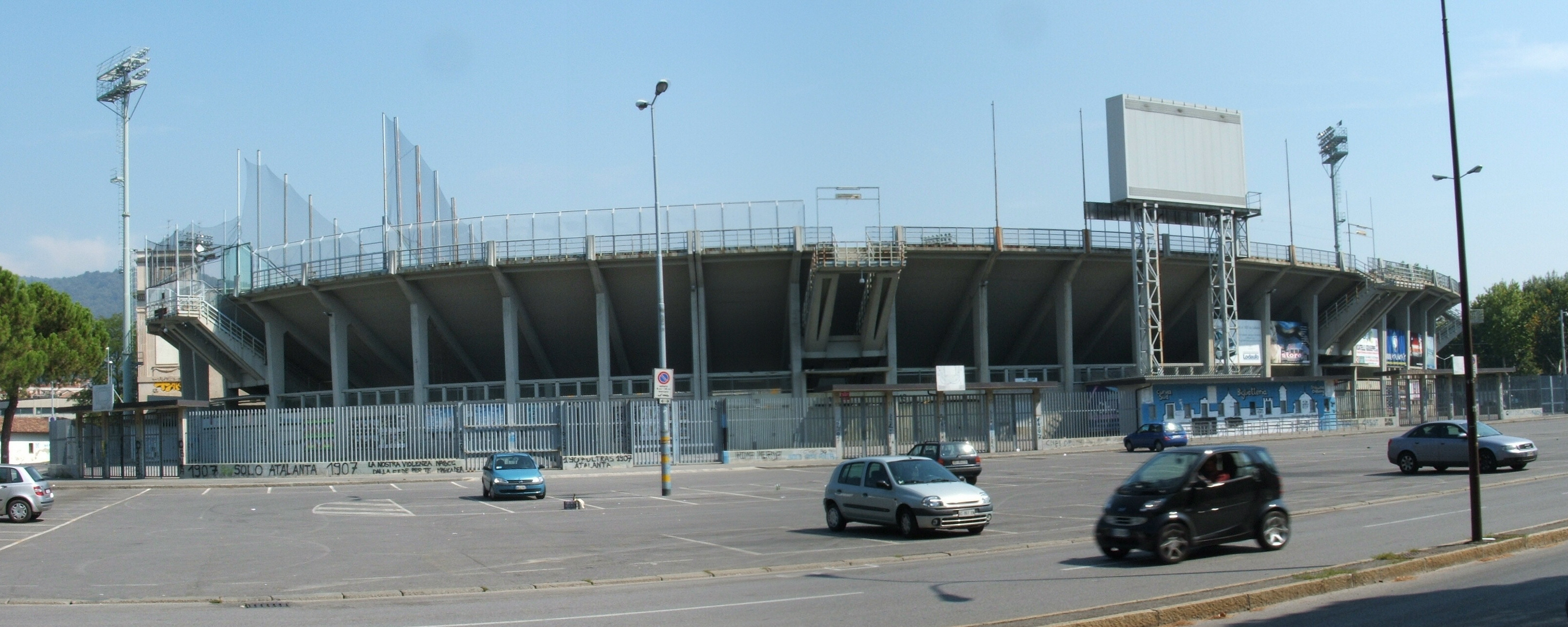
Außenansicht (2006)
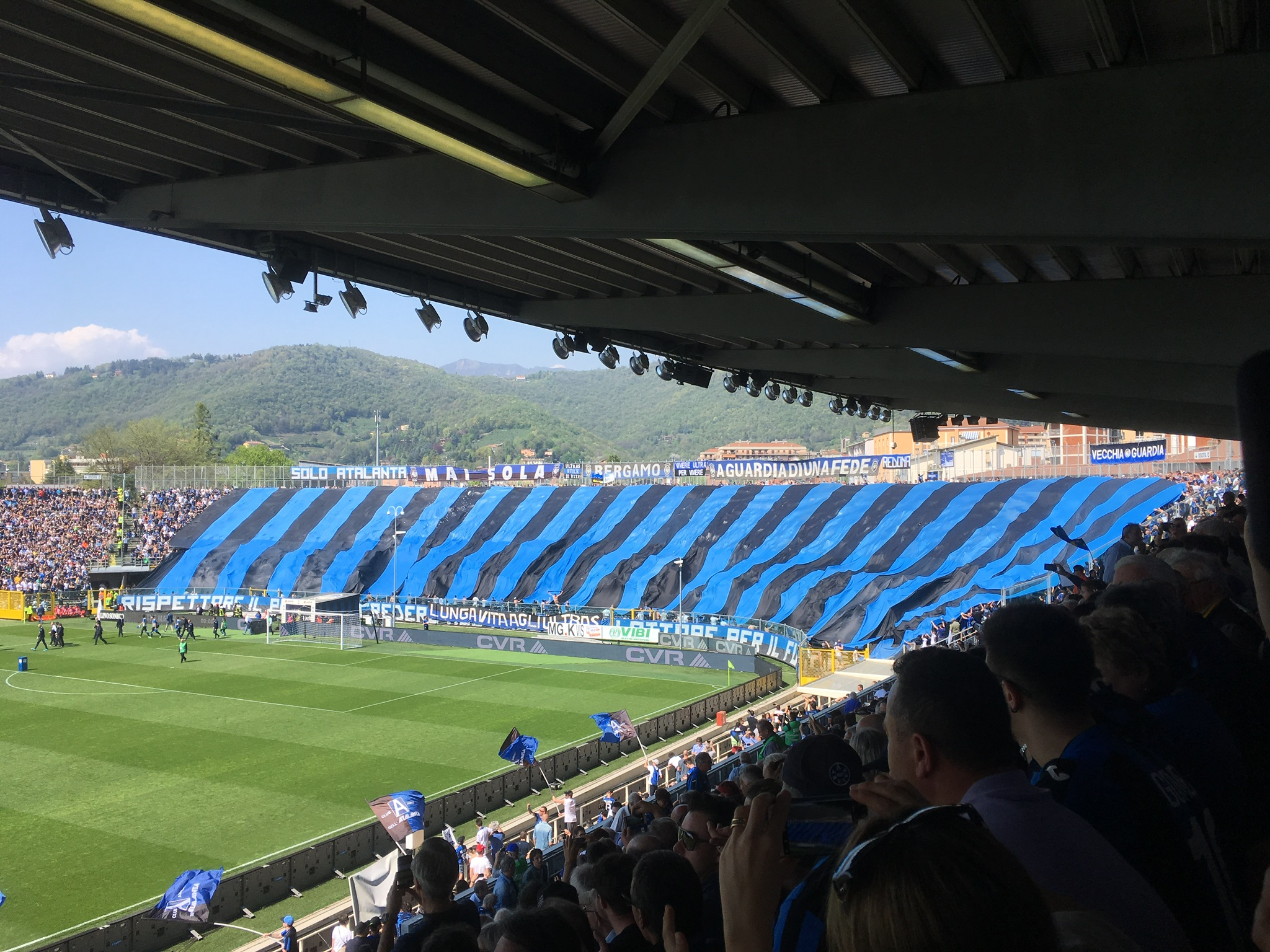
Curva Nord (2018)
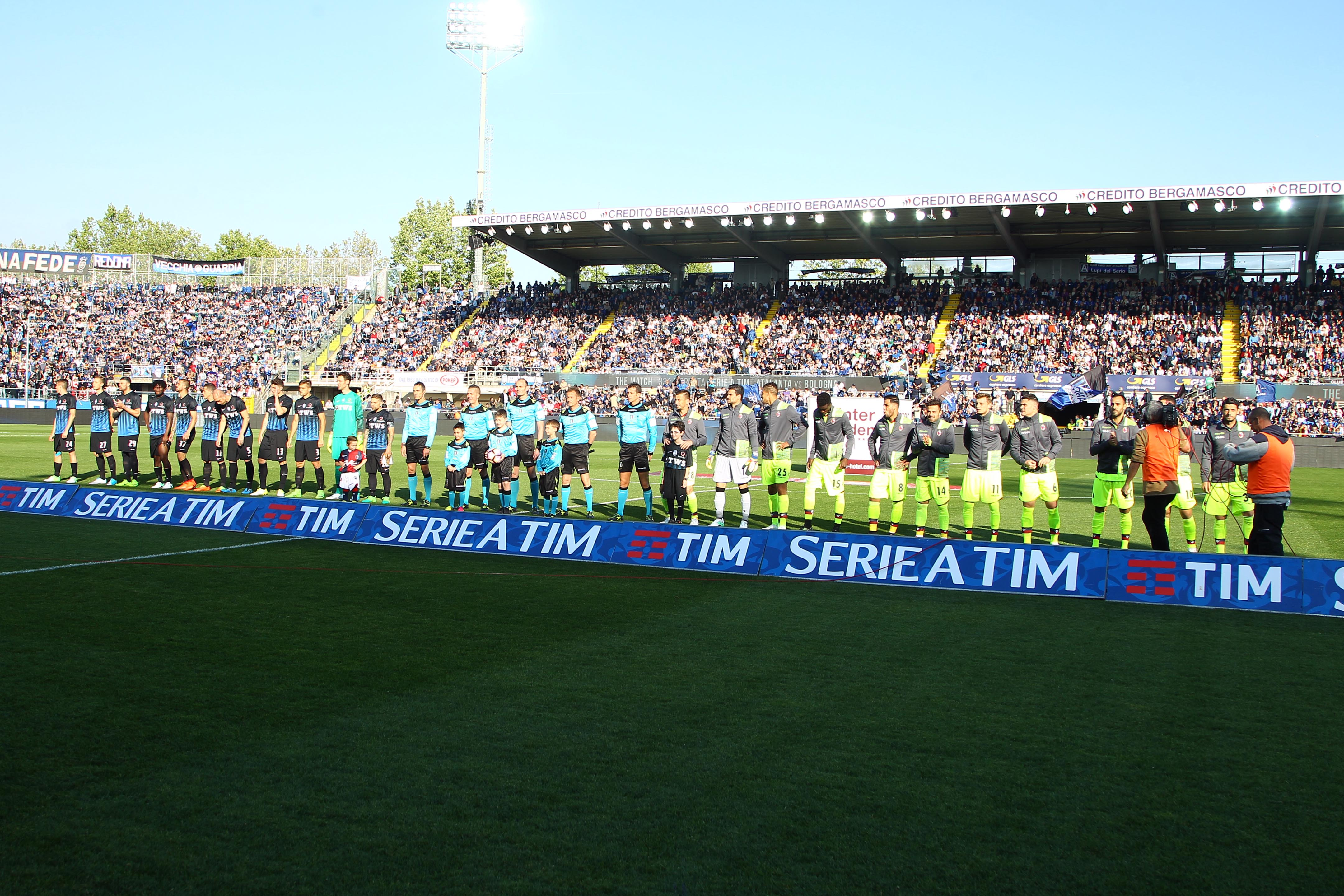
Innenansicht während eines Spiels von Atalanta Bergamo gegen den FC Bologna (2017)
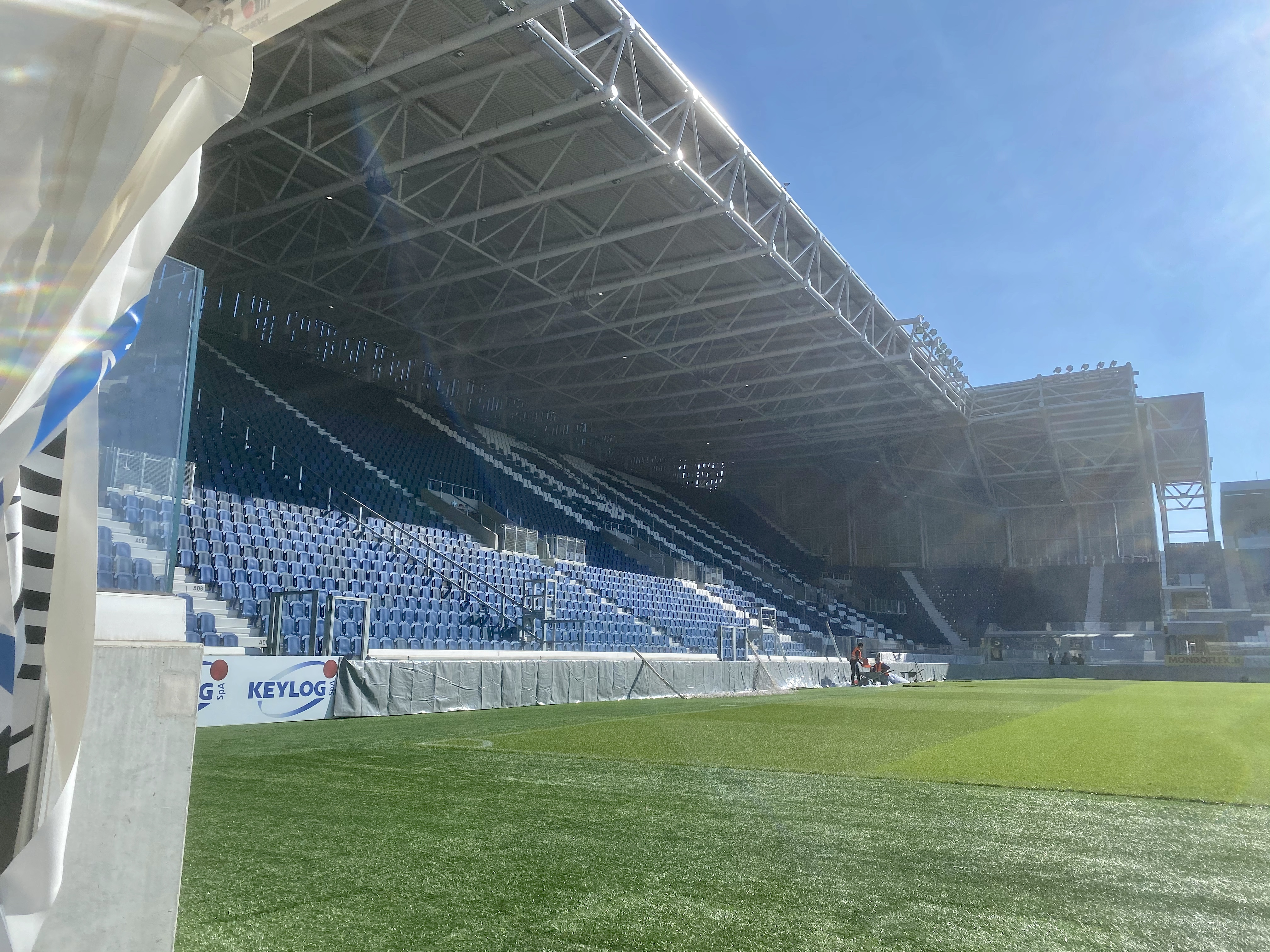
Die neue Nordkurve Pisani im Gewiss Stadium (Oktober 2020)
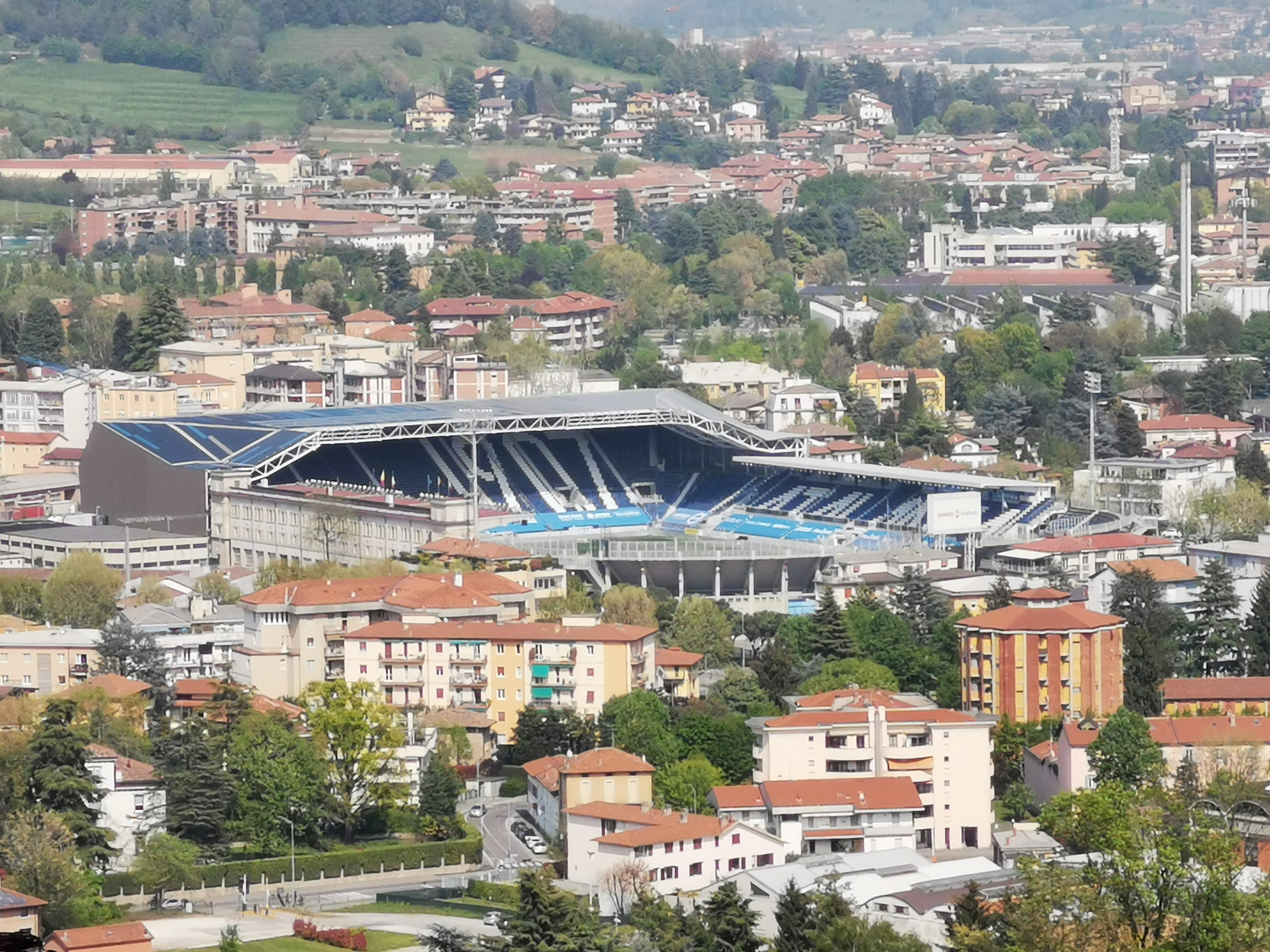
Gewiss Stadium (2021)